# 도리안 헤어우드
도리언 헤어우드(영어: Dorian Harewood, 1950년 8월 6일 ~ )는 미국의 배우, 가수이다. 

## 출연 작품
- 메이어 컵케이크 (2010년)
- 스펙타큘러 스파이더맨 (2008년)
- 제인 도: 더 하더 데이 폴 (2006년)
- 어썰트 13 (2005년) - 길 역
- 캥거루 잭: 안녕, U.S.A.! (2004년)
- 라스베가스 (2003년)
- 레버티 (2003년)
- 고티카 (2003년)
- 아톰 - 2003년 시리즈 (2003년)
- 크리스마스 슈즈 (2002년)
- 트라이앵글 (2001년)
- 글리터 (2001년) - 가이 리차드슨 역
- 록의 전설 지미 헨드릭스 (2000년)
- 트레인 테러 (1998년)
- 부서진 요람 (1997년)
- 12인의 노한 사람들 (1997년)
- 스페이스 잼 (1996년)
- 서든 데쓰 (1995년)
- 바이퍼 (1994년)
- 페이지마스터 (1994년)
- 욕망의 파편 (1994년)
- 귀향 (1992년)
- 스타 파이어 (1990년) - 보그 역
- 퍼시픽 하이츠 (1990년)
- 퀸 오브 나인 볼 (1989년)
- 나의 집을 찾아서 (1988년)
- 르넬 지터의 재판 (1987년)
- 풀 메탈 자켓 (1987년) - 에이트볼 역
- 탱크 (1984년)
- 위험한 장난 (1984년)
- 어게인스트 (1984년)
- SOS 특급작전 (1983년)
- 미인계 (1981년)
- 아메리칸 크리스마스 캐롤 (1979년)
- 위기의 핵잠수함 (1978년)
- 스파클 (1976년)

### 텔레비전
- Tyler Perry's House of Payne (2007) - 래리 셸턴 역
- 더 배트맨 (2007-08) - 목소리
- 제7의 천국 (1996년)
- 뿌리 - 그 다음 세대 (1979년)
- 공룡시대 - 시리즈 (2007년)
- 터미네이터 시리즈 - 사라 코너 연대기 (2008년)
- 배트맨 비욘드 - 시리즈 (1999년)